# حبيب جاماتي
حبيب جاماتي (1304 - 1388 هـ / 1887 - 1968 م) هو صحفي لبناني.
تعلم في عينطورة. ورحل إلى القاهرة. ثم إلى فرنسة حيث أنشأ مطبعة عربية وأصدر منها مجلة (الشهرة). توفي في بيروت.

## آثاره
أصدر عددا من الكتب التاريخية ضمن سلسلة سماها (تاريخ ما أغفله التاريخ)، من بينها:
- الناصر صلاح الدين
- على ضفاف النيل
- خفايا القصور
- تحت سماء المغرب
- مصر الاقدمين
- أغرب ما رأيت

ومن كتبه أيضا، (إبراهيم باشا في الميدان) و(الحرية الحمراء).